# MV Agusta 350 6C GP
La MV Agusta 350 6C GP è un prototipo di motocicletta da competizione costruito dalla casa varesina tra il 1968 e il 1971.

## Il contesto
Le notevoli doti delle Yamaha bicilindriche a due tempi avevano fortemente impressionato il conte Agusta che, al termine della stagione 1967, decise di trovare rimedio alla prevedibile supremazia delle moto giapponesi negli anni futuri.
Scartata l'ipotesi del motore a due tempi, considerato inadatto al prestigio della Casa, la soluzione migliore gli parve quella di frazionare ulteriormente il motore a 4 tempi, portando la "350 3C" a raddoppiare il numero dei cilindri, sull'esempio della temibile Honda RC 174 con la quale Mike Hailwood aveva conquistato la classe 350 nel Motomondiale 1967.

## La moto
Mettendo a frutto la trascorsa esperienza della "500 sei cilindri", abbandonata nel precedente decennio, i tecnici MV approntarono velocemente un prototipo, ricalcando il medesimo schema esacilindrico frontemarcia bialbero, formato in lega leggera, ma con nuova testata a 4 valvole e comando della distribuzione a cascata d'ingranaggi.
Per ovviare i precedenti problemi dovuti al surriscaldamento del lubrificante, fu previsto un radiatore per il raffreddamento dell'olio. La ciclistica contemplava le migliori realizzazioni degli specialisti nel settore, come i cerchi ruota Borrani, i freni e le sospensioni Ceriani.
Dotata del cambio a 7 marce e di sei carburatori Dell'Orto SS16, il prototipo registrava un peso a vuoto di 149 kg e sviluppava una potenza di 75 Cv a 16.000 giri/min, consentendo una velocità di 250 km/h.
La moto venne testata nei primi mesi del 1969 da Giacomo Agostini che la bocciò senza appello, a causa del peso elevato, della difficoltà di messa a punto e, soprattutto, dell'aumentata larghezza.
Nonostante la grande potenza, infatti, la maggior sezione frontale comportava una sensibile diminuzione della maneggevolezza e della possibilità di inclinazione in curva; doti sulle quali il campione bergamasco fondava il suo stile di guida.

## Sviluppo e abbandono
La bocciatura di Agostini e il suo rifiuto a partecipare allo sviluppo del prototipo misero in grave difficoltà la dirigenza aziendale.
In altri tempi, com'era già accaduto, qualsiasi pilota che avesse rifiutato di seguire le indicazioni della scuderia MV sarebbe stato cacciato e sostituito immediatamente, ma Agostini ormai catalizzava il favore e l'ammirazione di buona parte del pubblico sportivo di tutta Europa e, inoltre, aveva conquistato sei titoli mondiali con la MV, alcuni dei quali strappati a Mike Hailwood e alla Honda.
Non potendo licenziarlo e, contemporaneamente, non volendo abbandonare il progetto, si prese la decisione di reclutare un secondo pilota di buone conoscenze tecniche e dallo stile di guida decisamente aggressivo, come Angelo Bergamonti, che fu posto come compagno di squadra nel Motomondiale e, altresì, incaricato di seguire lo sviluppo del prototipo a sei cilindri.
Nel 1970 la "350 6C", costruita in unico esemplare come moto-laboratorio, venne continuamente affinata, senza però ottenere i risultati sperati, proprio per i difetti già individuati da Agostini che, in quell'anno rinnovò il duplice successo nelle classi 350 e 500, con le "tricilindriche".
Caparbiamente, lo sviluppo della "350 6C" continuò anche nei primi mesi del 1971, per essere definitivamente abbandonato dopo la gara d'apertura della Mototemporada, nella quale perse la vita Bergamonti, a causa dei nuovi regolamenti che limitavano a 4 il frazionamento massimo dei motori da impiegare nel motomondiale.

## Fonti
- Giovanna Guiso, Roberto Motta, MV Agusta 350 6C, Ruoteclassiche - Fascicolo n.120 del settembre 1998 - Editoriale Domus
- Roberto Patrignani, Mario Colombo, Moto MV Agusta, Giorgio Nada Editore, Vimodrone, 1991